# Balta (isole Shetland)
Balta (in norreno: Baltey) è un'isola non abitata delle Shetland, in Scozia.

## Geografia
Balta sorge al largo della costa orientale di Unst e del Balta Sound. Ha un'estensione di 80 ettari.
Sulla costa orientale dell'isola vi è un arco naturale.
Balta Island Seafare e Skaw Smolts sono i siti di itticoltura più settentrionali della Gran Bretagna.

## Storia
Tra i resti storici presenti sull'isola vi sono le rovine di un broch e di una cappella norrena dedicata a San Sunniva. Non vi sono tracce censite di abitazione più recente.
John MacCulloch visitò Balta nel maggio 1820 per condurre una indagine trigonometrica per l'Ordnance Survey. Balta fu la stazione più settentrionale del settore zenit.

## Faro
Il Faro di Balta, situato al margine meridionale dell'isola, fu una delle prime strutture in cemento delle Shetland. Il faro fu progettato da David Stevenson e costruito nel 1895; fu demolito nel 2003 e sostituito da una piccola lampada ad energia solare.

## Note

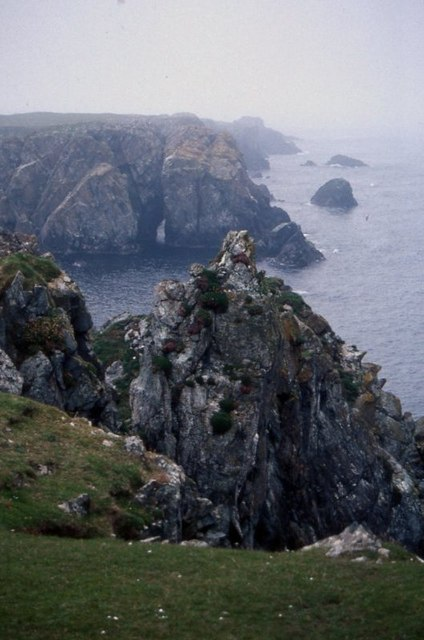
Scogliere ad est di Balta